# Сулејман II
Сулејман II (тур. II. Süleyman; Истанбул, 15. април 1642 — Истанбул, 23. јун 1691), турски султан 1687—1691.

## Детињство и младост
Био је син султана Ибрахима. Мајка му је била Српкиња по имену Катарина, историји позната као Салиха Дилашуб султанија. Дана 21. октобра 1649. године, Сулејман је са својом браћом Мехмедом и Ахмедом био обрезан.
Као млађи брат султана Мехмеда IV провео је 46 година у кафесу (харемски луксузни затвор за принчеве у оквиру Топкапи палате).

## Владавина
Након свргавања Мехмеда IV његов брат Сулејман II 8. новембра је 1687. године проглашен за новог султана. Иако је на престо дошао путем војног удара, Сулејман II је успео да поново освоји мање делове земље и спроведе унутрашње реформе како би стабилизовао царство. Нови владар је себи дао за задатак, да такође уради величанствена и сјајна дела попут његовог претка Сулејмана Величанственог.
Уз велике потешкоће довео је у ред своју махом побуњену и револтирану војску која се враћала из Угарске за Константинопољ. Османлије су од 1687. године трпеле пораз за поразом, прво у Угарској, а затим и у Далмацији.
Године 1687., Османлије су изгубили градове Београд, Смедерево, Херцег Нови (Пад Херцег Новог је описан у делу "Горски вијенац" од владике Петра II Петровића Његоша) и 1689. године Ниш. Осим тога султан се борио против против одметника и у властитим редовима.
Везир Мустафа-паша је реорганизовао војску и уз помоћ татарске армије 1690. године поново освојио Београд, Ниш и Смедерево. Османска армија је такође била успешна у Трансилванији и Албанији. Мустафа- паша је погинуо у бици код Сланкамена 1691. године. Био је то страшан пораз за Османлије. 
Султан Сулејман II је умро у јулу 1691. године у Једрену. Покопан је у Константинопољу у свом турбету (Сулејманово турбе). Са једном од краћих владавина у историји османског царства (4 године), Сулејман II није могао да уради много, услед тога што му је недостајало времена. Наследио га је брат, султан Ахмед II.
Иако је извршио унутрашње реформе и повратио изгубљено из претходних ратова, његова дела нису оставила трајне ефекте на османску империју. У суштини, његова владавина била је тампон зона између владавина султана Мехмеда IV и Ахмеда II, а имала је значај у прилагођавању народа на нови однос снага унутар османског царства, успостављеном у време владавине Мехмеда IV.
Сулејман II је уздигао шест познатих конкубина у ранг супруга, са титулом Кадин, која се први пут користила као титула, а не као чин.
Сулејман II је пао у кому и касније је доведен у Једрене 8. јуна 1691. Умро је 22. јуна 1691. а његово тело је сахрањено у гробу Сулејмана Величанственог у џамији Сулејманије у Истанбулу. Његов брат Ахмед га је наследио на месту султана.

## Рат са Хабзбурзима
Одмах по наслеђивању престола, Османлије су претрпеле фаталан пораз у другој бици на Мохачу. Пошто није био у могућности да сам ефектно влада, као великог везира поставио Копрулу Фазил Мустафа-пашу. Упркос томе, улазак Русије у савез са Аустријом и Венецијом предстојао је катастрофалном завршетку похода на Криму.
Под вођством Копрулуа, Османлије су задржале пробој Аустрије у Србију и угушиле устанке у Македонији и Бугарској. Сви ти успеси трајали су до пашине погибије у бици код Сланкамена 1691. године.

## Односи са Могулским царством
Године 1688. султан Сулејман II захтевао је хитну асистенцију могулских трупа у борби против Аустријанаца који су брзо напредовали. Међутим, могулски цар Аурангзеб био је заузет дугим деканским ратовима, које је водио против Маратаса, те није могао пружити било какву формалну помоћ својим османским савезницима.

## Породично стабло
|  |                             |  |  |  |  |  |  |  |  |  |  |  |  |  |  |  |
|  | 2. Ибрахим I                |  |  |  |  |  |  |  |  |  |  |  |  |  |  |  |
|  |                             |  |  |  |  |  |  |  |  |  |  |  |  |  |  |  |
|  |                             |  |  |  |  |  |  |  |  |  |  |  |  |  |  |  |
|  | 1. Сулејман II              |  |  |  |  |  |  |  |  |  |  |  |  |  |  |  |
|  |                             |  |  |  |  |  |  |  |  |  |  |  |  |  |  |  |
|  |                             |  |  |  |  |  |  |  |  |  |  |  |  |  |  |  |
|  | 3. Султанија Салиха Дилашуб |  |  |  |  |  |  |  |  |  |  |  |  |  |  |  |
|  |                             |  |  |  |  |  |  |  |  |  |  |  |  |  |  |  |
|  |                             |  |  |  |  |  |  |  |  |  |  |  |  |  |  |  |